# アルメニアの国旗
アルメニアの国旗（アルメニアのこっき）は、赤、青、オレンジの三色旗。
これらの三色はこの国の歴史とつながりがあり、色の解釈には諸説あるが、最も有名な説によると、赤は虐殺と国防によって流れたアルメニア人の血、オレンジは国民の労働による勇気、青は国土の自然を象徴しているという。この国旗は元々第一次世界大戦後に短い間独立していたアルメニア第一共和国の国旗だったが、ソビエト連邦の崩壊による再独立によって再び使用されるようになった。

中央に国章を配した国旗
ナゴルノ・カラバフの国旗

## 歴史的な旗

### 近代以前

?アルメニア王国の旗
?西暦54年から西暦428年までの旗
?西暦885年から西暦1045年までの旗
?西暦1198年から西暦1252年までの旗
?西暦1198年から西暦1252年までの旗（別の仕様）
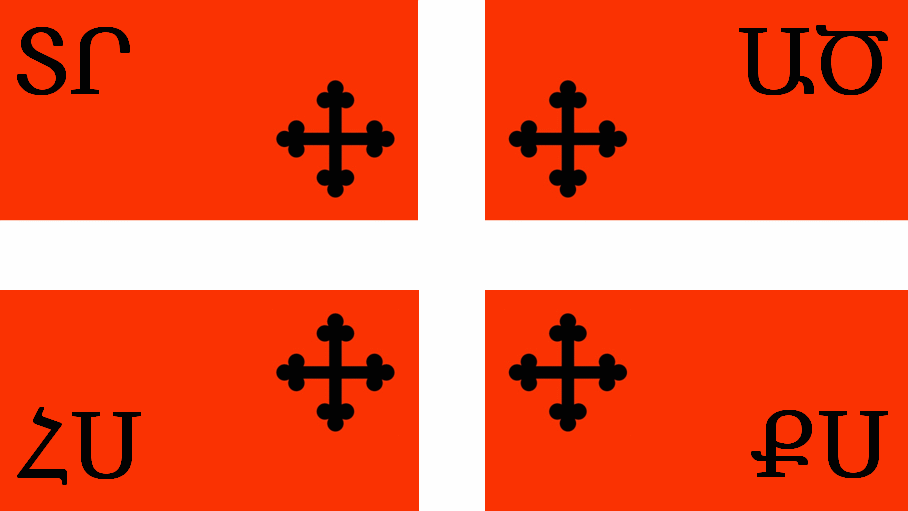
?1214年から1261年までの旗
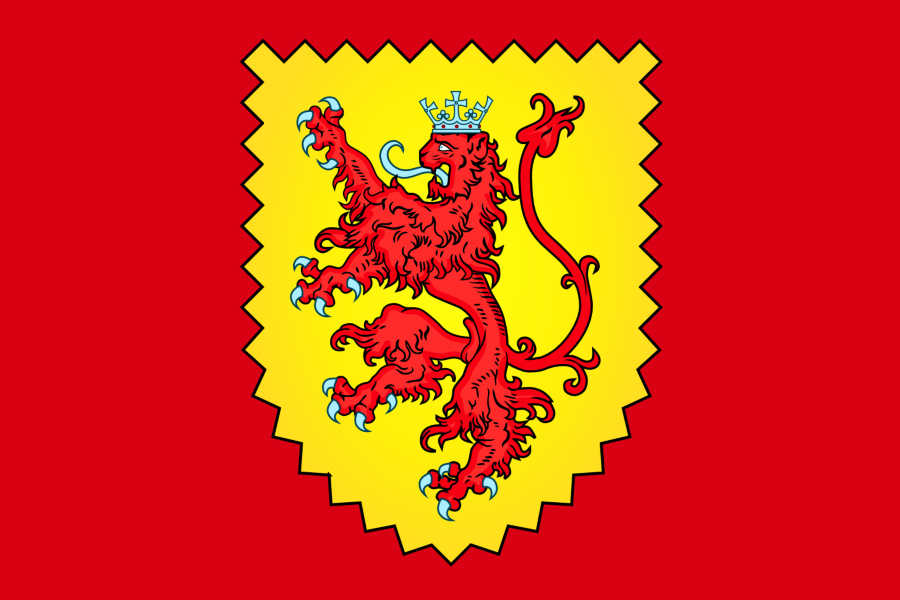
?1226年から1341年までの旗

### 近代以降

? 19世紀から20世紀初頭までの旗
アルメニア人の旗（1885年提案）
西アルメニア行政機関の旗（1915年 – 1918年）
ザカフカース民主連邦共和国の旗（1918年）
アルメニア第一共和国の旗（1918年 – 1922年）
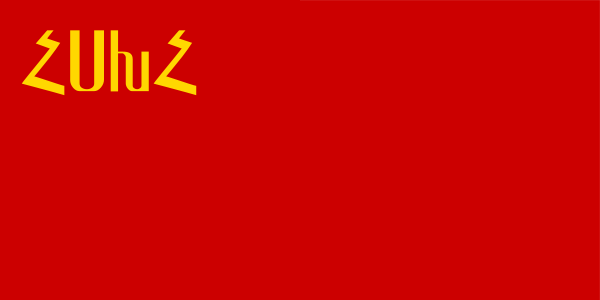
アルメニア社会主義ソビエト共和国の旗（1922年 - 1937年）
アルメニア社会主義ソビエト共和国の旗（1922年 - 1937年）
ザカフカース社会主義連邦ソビエト共和国の旗（1922年 - 1936年）
アルメニア・ソビエト社会主義共和国の旗（1937年 - 1940年）
アルメニア・ソビエト社会主義共和国の旗（1940年 - 1952年）
アルメニア・ソビエト社会主義共和国の旗（1952年 - 1990年）
アルメニア・ソビエト社会主義共和国の旗、裏面（1981年 - 1990年）

### 独立以降

?現在の国旗（縦横比2:3の別タイプ）